# دون ووترمان
دون ووترمان (بالإنجليزية: Don Waterman)‏ هو سائق سباق أمريكي، ولد في 15 أبريل 1950 في بورتلاند في الولايات المتحدة.